# Opsoklonus
Opsoklonus (auch: dancing eye) bezeichnet unkontrollierte, nystagmusartige Bewegungen der Augen in unterschiedlichen Richtungen, die durch unwillkürliche Kontraktur der Augenmuskeln zustande kommen. Die Bezeichnung wurde erstmals 1913 geprägt.
Opsokloni kommen vor im Rahmen von entzündlichen Prozessen (insbesondere Enzephalitis), toxischen, oder paraneoplastischen Syndromen der Kleinhirnrinde und – in Kombination mit einem Myoklonus – beim Opsoklonus-Myoklonus-Syndrom.